# Aeroportul Tau
Aeroportul Tau (IATA: TAV, FAA LID: HI36) este un aeroport din Manuʻa District⁠(d), Samoa Americană, Statele Unite ale Americii.
Situat la o altitudine de 56 m, aeroportul dispune de 1 pistă.

## Infrastructură

### Piste
Aeroportul dispune de o singură pistă. Pista are orientarea 18/36. 